# Temnodontosaure
El temnodontosaure (Temnodontosaurus) és un gènere d'ictiosaure que va viure al Juràssic inferior, fa entre 198 i 185 milions d'anys (Hettangià - Toarcià), en el que actualment és Europa (Anglaterra i Alemanya). Arribava a mesurar 12 metres de longitud.

## Galeria

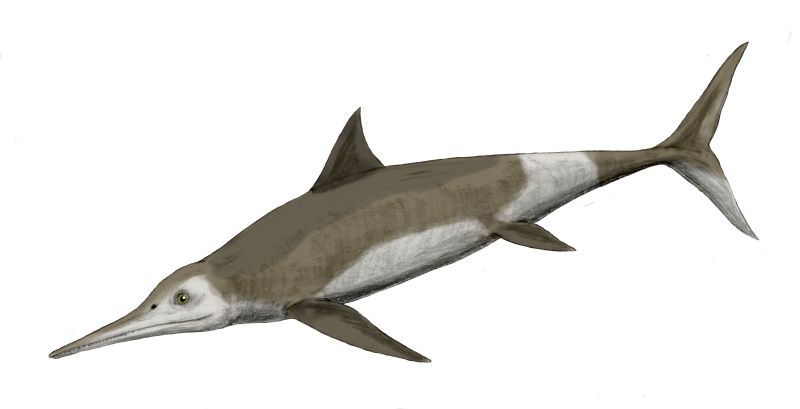
Temnodontosaurus platyodon.
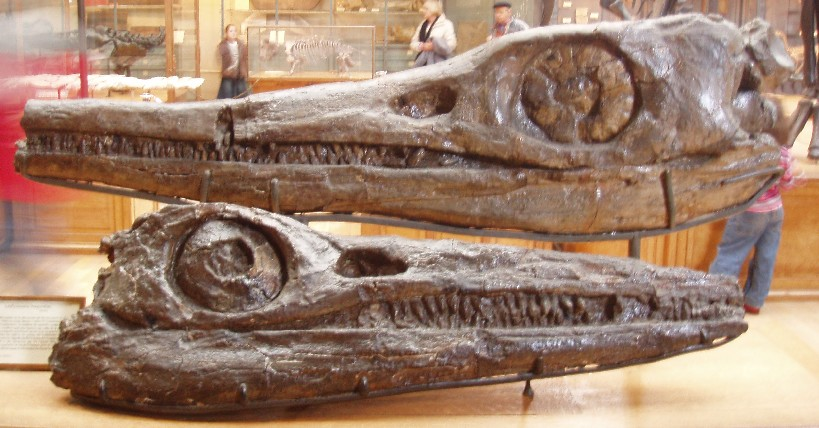
Cranis de Temnodontosaurus burgundiae
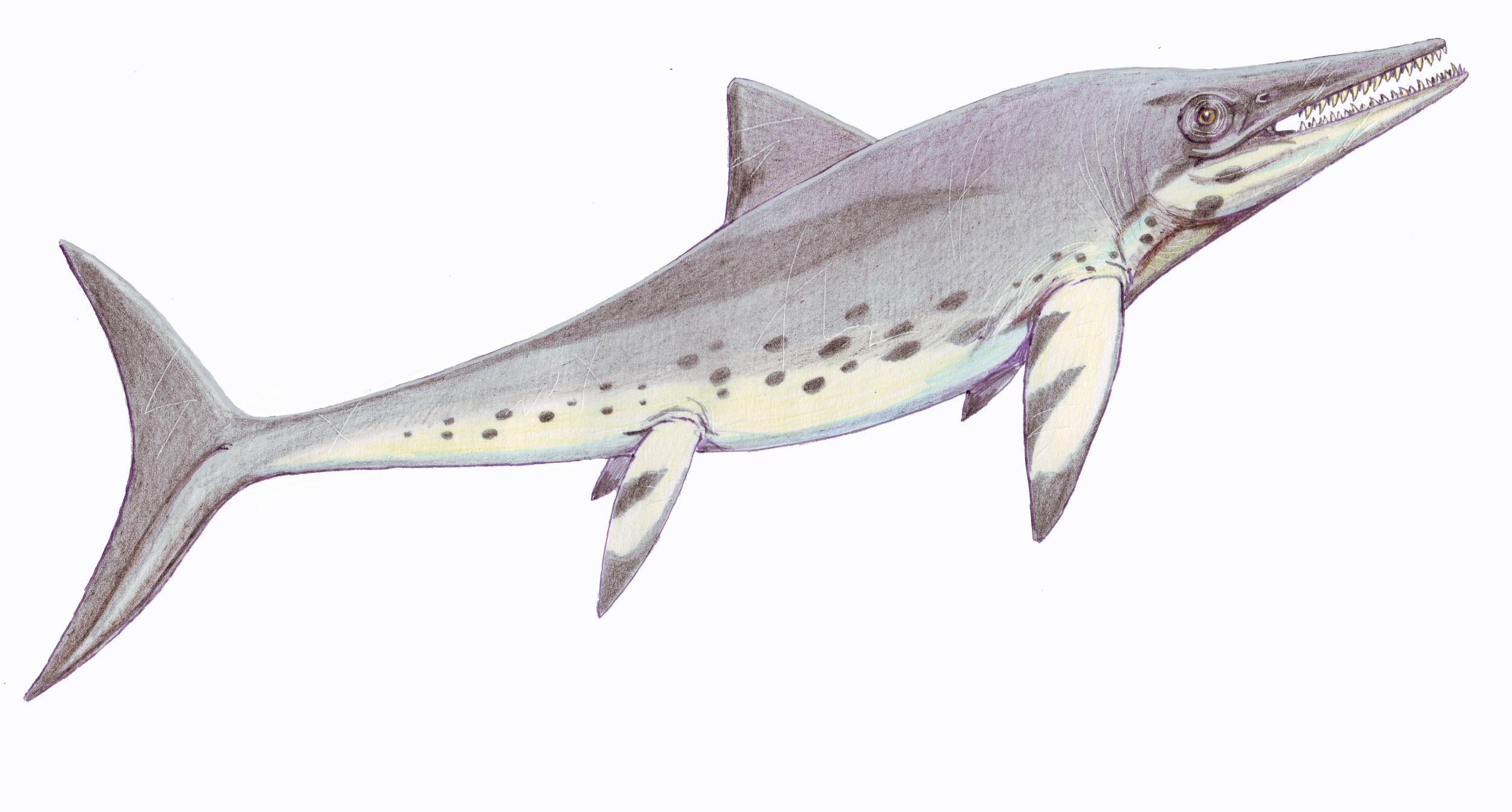
T. eurycephalus.